# 八木源之丞

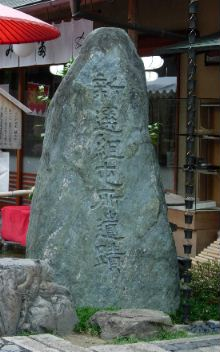
八木邸 新選組屯所碑

八木 源之丞（やぎ げんのじょう、文化11年（1814年） - 明治36年（1903年）12月21日）は、江戸時代末期（幕末）の山城国葛野郡壬生村（現 京都府京都市中京区）の苗字帯刀を許された富裕郷士。八木家10代目当主。源之丞は通称。諱は応迅（まさはや）。本姓は日下部氏であることから朝臣としての正式な名のりは日下部応迅（くさかべの まさはや）。

## 生涯
文化11年（1814年）、壬生郷士の八木家9代目・八木応乗（やぎ まさのり）の長男として生まれる。
天保7年（1836年）、父が死去すると家督を継いだ。
文久3年（1863年）、浪士組が江戸より上洛した際に八木家を宿の一つとする。その宿泊メンバーが、芹沢鴨・近藤勇・土方歳三などであり、後に壬生浪士組を結成。次いで新選組となる。新選組が結成されてからも、八木邸は屯所として使われ、屯所が西本願寺に移る際には、土方歳三が隊士達を連れて挨拶廻りに来たという。
明治36年（1903年）、死去。享年90。
昭和初期、子母澤寛の取材によって、息子・為三郎が父の遺談を伝え、子母澤の著書『新選組遺聞』に収められた。
八木邸は現存し、芹沢鴨暗殺事件の時に付けられたとされる刀傷などが柱などに残っている。